# Total War: Three Kingdoms
Total War: Three Kingdoms (с англ. — «Тотальная война: Троецарствие») — компьютерная игра, сочетающая элементы жанров пошаговой стратегии и RTS. Тринадцатая часть серии Total War. Игра разработана студией Creative Assembly, издателем выступает компания Sega. Игра вышла на платформах Windows, macOS и Linux. Релиз состоялся 23 мая 2019 года.
Действие игры начинается в 190 году нашей эры на территории древнего Китая, фактически за 30 лет до начала Эпохи Троецарствия, вошедшей в историю как борьба и противостояние между тремя различными государствами Китая — Вэй, У и Шу.

## Игровой процесс
Геймплейная часть игры состоит из двух режимов — романтизированного и классического, один из которых можно выбрать перед началом кампании.

### Романтизированный режим
Данный режим игры основан на классическом романе «Троецарствие», написанном Ло Гуаньчжуном по летописным записям придворного историка Чэнь Шоу.
Значительное отличие от классического режима игры — то, как знаковые персонажи ведут себя на поле боя. Эти персонажи могут выстоять против сотен рядовых воинов, сражаясь как герои из романа Ло Гуаньчжуна, применяя приёмы ушу. На поле боя персонажи появляются в виде одиночных юнитов и без телохранителей, в отличие от классического режима.
В повествовательной части романтизированного режима игры воссозданы главные события романа «Троецарствие», которые происходят в ходе кампании. Однако, как и всегда в песочнице Total War, игроку дана возможность писать свою собственную историю, поэтому то, как события будут разыгрываться в кампании игрока, во многом зависит от сделанного выбора.

### Классический режим
Данный режим представляется более реалистичным и больше фокусируется на исторических манёврах войск, где победу определяет превосходящий состав армии и тактика.
Повествовательная часть классического режима — различные события и дилеммы — основаны на исторических текстах «Записей о трёх царствах».

### Стратегическая карта
Стратегическая карта состоит из 70 провинций (уделов), поделённых на 187 регионов (уездов). Из них 35 провинций состоят из двух регионов — в основном это северо-восток карты (область Хэбэй), 23 провинции состоят из трёх регионов — в основном это Южный Китай (к югу от реки Янцзы), 12 провинций состоят из четырёх регионов — в основном также Южный Китай.

## Разработка
Изначально Creative Assembly планировали опубликовать анонс новой игры 11 января 2018 года, запустив на своём официальном сайте предварительный отчёт до анонсирующего видеоролика с 10 января 2018 года. Однако уже 10 января 2018 года видеоролик с анонсом и кратким описанием Total War: Three Kingdoms был опубликован на немецком игровом информационном портале GameStar. В связи с этим Creative Assembly пришлось анонсировать игру в тот же день.
Первоначально релиз Total War: Three Kingdoms планировался на осень 2018 года. Однако позже выход игры был перенесён на 7 марта 2019 года, а в дальнейшем — на 23 мая 2019 года. 1 апреля 2019 года была анонсирована мобильная версия Total War: Three Kingdoms, которая оказалась первоапрельской шуткой.
Историческим консультантом для Total War: Three Kingdoms выступил австралийский синолог — доктор Рейф де Креспиньи, который является профессором Колледжа Азии и Тихоокеанского региона и Австралийского национального университета.

## Дополнительный контент
- «Полководцы восстания жёлтых повязок». Дополнение доступно лишь тем игрокам, кто оформил предзаказ на покупку Total War: Three Kingdoms. Дополнение включает в себя новую культуру; троих новых военачальников: Хэ И, Гун Ду и Хуан Шао; три новых класса героев: целитель, учёный и ветеран; уникальный и разносторонний набор отрядов, сформированных из представителей разных слоёв общества — ополчение из забитых и угнетённых народных масс, недовольные солдаты, религиозные фанатики и бывшие государственные служащие; новый подход к технологическим исследованиям, основанный на изучении «Трёх трактатов о Великом Мире»; новые навыки персонажей, базирующиеся на трёх добродетелях даосизма — умеренности, сострадании и смирении; новое оружие и доспехи для новых героев[9].
- «Кровавое владычество». Добавляет в игру такие эффекты, как брызжущая кровь, обезглавливание, отрубание конечностей, потрошение и т. д. Дата выпуска: 27 июня 2019 года[10].
- «Война восьми князей». Действие дополнения разворачивается через сто лет после событий игры Total War: Three Kingdoms, то есть в 291 году. В это время Древний Китай, разделённый между тремя владыками, собрала воедино династия Цзинь, что в итоге привело к новой междоусобной войне в Северном Китае. Источник раздора — противоречия между князьями императорского дома[11]. Игроку предстоит играть за новые фракции под руководством самых влиятельных князей династии Цзинь: Сыма Юн, Сыма Цзюн, Сыма Юэ, Сыма Ай, Сыма Ин, Сыма Лунь, Сыма Лян и Сыма Вэй[12] Дата выпуска: 8 августа 2019 года[13].

## Музыкальное сопровождение
Автором музыкального сопровождения в Total War: Three Kingdoms является Ричард Беддоу, который работает со студией Creative Assembly с 2008 года. Ричард Беддоу писал музыку для всех игр серии Total War, изданных в период с 2008 года по 2020 год.

## Издания игры
Total War: Three Kingdoms представлена в следующих изданиях:
- цифровое издание;
- стандартное;
- ограниченное издание, которое включает в себя диск с игрой, эксклюзивная коробка для диска с игрой, украшенная каллиграфией, сочетающая живописные китайские акварельные и чернильные эффекты, двухсторонний плакат с картой кампании и военачальниками, DLC «Полководцы восстания жёлтых повязок»[15].
- коллекционное издание, которое включает в себя диск с игрой, 24-сантиметровую статуэтку Гуань Юя (31 см в высоту вместе с алебардой), эксклюзивную художественную книгу, двухсторонний плакат с картой кампании и военачальниками, DLC «Полководцы восстания жёлтых повязок»[16].

## Отзывы
| Сводный рейтинг       | Сводный рейтинг |
| Агрегатор             | Оценка          |
| --------------------- | --------------- |
| GameRankings          | 85,57 %         |
| Metacritic            | (PC) 85/100     |
| Иноязычные издания    |                 |
| Издание               | Оценка          |
| Eurogamer             | Рекомендовано   |
| Game Informer         | 8,5/10          |
| GameSpot              | 8,0/10          |
| IGN                   | 9,3/10          |
| PCGamesN              | 7/10            |
| PC Gamer (US)         | 78/100          |
| The Guardian          | [ 25 ]          |
| Русскоязычные издания |                 |
| Издание               | Оценка          |
| GoHa.Ru               | 8/10            |
| «Игромания»           | 4/5             |
| «Игры Mail.ru»        | 9/10            |
| «Канобу»              | 8/10            |

Игра Total War: Three Kingdoms получила преимущественно положительные отзывы на сайте Metacritic, средняя оценка обзоров равна 85 баллам из 100.
Почти все критики утверждают, что это самая масштабная и амбициозная игра в серии за последнее время, так как Total War: Three Kingdoms одновременно вернулась к корням и предложила новый игровой опыт. Журналисты разделились во мнении, нужно ли Total War: Three Kingdoms такое нововведение в виде разделения игрового режима на классический и романтизированный — однако большинство всё же считает, что «романтизированный» режим положительно обновляет геймплей и отображает развитие серии за последние четыре года.

## Продажи
Согласно случайно опубликованной в июне 2025 года презентации по внутренней стратегии Sega, было продано 3,21 млн копий игры.